# پرفکت ورلد پیکچرز
پرفکت ورلد پیکچرز (انگلیسی: Perfect World Pictures) شرکت سرگرمی چینی است، که در سال ۲۰۰۸ تأسیس شد.